# Manteyer
Manteyer [mɑ̃tɛje] est une commune française située dans le département des Hautes-Alpes en région Provence-Alpes-Côte d'Azur.

## Géographie

### Localisation
Manteyer se situe dans la vallée du Petit Buëch et sur le versant Nord de la montagne de Ceüse, à l'est du massif du Bochaine dans les Préalpes occidentales. Elle marque l'extrémité ouest du Gapençais.
La commune se trouve dans le département des Hautes-Alpes, entre Gap et Veynes (respectivement chef-lieu du département et du canton). Elle est située à 9,3 km à l'ouest de Gap et à 11,4 km à l'est de Veynes à vol d'oiseau (12 km et 15 km par la route). Elle se situe par ailleurs à 74 km de Grenoble, à 145 km de Marseille et à 554 km de Paris. Manteyer appartient au bassin de vie de Gap.

### Communes limitrophes
Manteyer se situe à proximité immédiate des communes de La Roche-des-Arnauds au nord et de La Freissinouse à l'est. La commune est enclavée par la montagne de Céüse au sud et par les bois de Combe Noire et du Château à l'ouest.

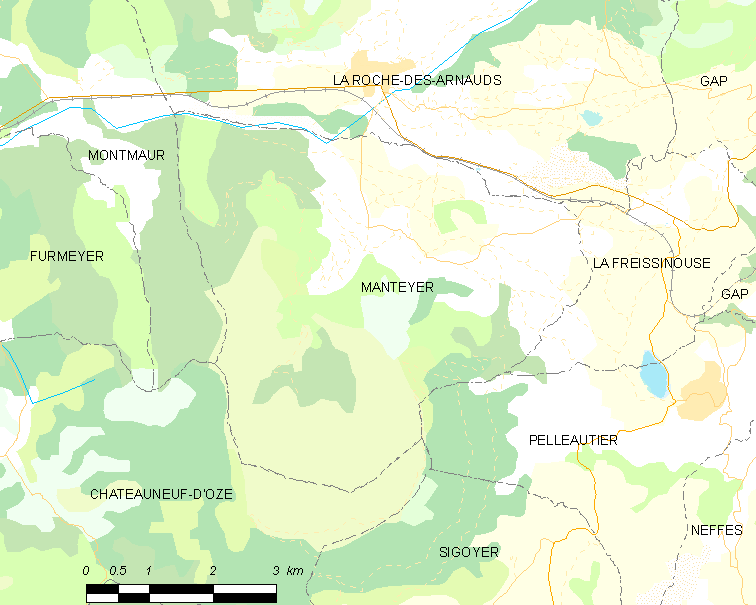
Carte de Manteyer et de ses environs.

| Montmaur | La Roche-des-Arnauds |                 |
|          | Manteyer             | La Freissinouse |
| Céüse    |                      | Pelleautier     |

### Climat
Pour des articles plus généraux, voir Climat de Provence-Alpes-Côte d'Azur et Climat des Hautes-Alpes.
En 2010, le climat de la commune est de type climat des marges montargnardes, selon une étude du Centre national de la recherche scientifique s'appuyant sur une série de données couvrant la période 1971-2000. En 2020, Météo-France publie une typologie des climats de la France métropolitaine dans laquelle la commune est exposée à un climat de montagne ou de marges de montagne et est dans la région climatique Alpes du sud, caractérisée par une pluviométrie annuelle de 850 à 1 000 mm, minimale en été.
Pour la période 1971-2000, la température annuelle moyenne est de 8,8 °C, avec une amplitude thermique annuelle de 17,1 °C. Le cumul annuel moyen de précipitations est de 1 041 mm, avec 7,6 jours de précipitations en janvier et 5,7 jours en juillet. Pour la période 1991-2020, la température moyenne annuelle observée sur la station météorologique de Météo-France la plus proche, « Gap », sur la commune de Gap à 9 km à vol d'oiseau, est de 11,5 °C et le cumul annuel moyen de précipitations est de 863,3 mm. 
La température maximale relevée sur cette station est de 38,2 °C, atteinte le 23 août 2023 ; la température minimale est de −15,3 °C, atteinte le 5 février 2012,,.
Les paramètres climatiques de la commune ont été estimés pour le milieu du siècle (2041-2070) selon différents scénarios d'émission de gaz à effet de serre à partir des nouvelles projections climatiques de référence DRIAS-2020. Ils sont consultables sur un site dédié publié par Météo-France en novembre 2022.

### Voies de communication et transports
Manteyer est traversée notamment par la route départementale 18, qui relie la station de Ceüze à La Roche-des-Arnauds, et la route départementale 118, qui relie la commune à La Freissinouse (en passant au niveau de la mairie et de l'église, du château et du cimetière). La commune est par ailleurs bordée au nord par la route départementale 994, qui relie Veynes à Gap en passant par La Roche-des-Arnauds et La Freissinouse.
La ligne B (Veynes-Gap) du réseau départemental de bus marque un arrêt à La Roche-des-Arnauds et à La Freissinouse. Six arrêts sont directement desservis dans Manteyer pour le transport scolaire vers le collège de Fontreyne à Gap. La commune est dotée d'un abribus à l'arrêt Clot de Sagne.
Les gares ferroviaires les plus proches sont la gare de Gap (Veynes-Briançon) et la gare de Veynes - Dévoluy (Lyon-Grenoble-Marseille et Veynes-Briançon). Les gares de La Roche-des-Arnauds et de La Freissinouse ne sont plus en activité.
Aucun aéroport ne se trouve à proximité. Les aéroports les plus proches sont l'aéroport de Marseille-Provence et l'aéroport de Grenoble-Isère, tous deux situés à environ deux heures de trajet par la route,. Plusieurs aérodromes se trouvent néanmoins dans le département, notamment l'aérodrome de Gap - Tallard.

## Urbanisme

### Typologie
Au 1er janvier 2024, Manteyer est catégorisée commune rurale à habitat dispersé, selon la nouvelle grille communale de densité à 7 niveaux définie par l'Insee en 2022.
Elle est située hors unité urbaine. Par ailleurs la commune fait partie de l'aire d'attraction de Gap, dont elle est une commune de la couronne,. Cette aire, qui regroupe 73 communes, est catégorisée dans les aires de 50 000 à moins de 200 000 habitants,.

### Occupation des sols
L'occupation des sols de la commune, telle qu'elle ressort de la base de données européenne d’occupation biophysique des sols Corine Land Cover (CLC), est marquée par l'importance des forêts et milieux semi-naturels (66,5 % en 2018), en diminution par rapport à 1990 (70,8 %). La répartition détaillée en 2018 est la suivante : 
forêts (35,7 %), milieux à végétation arbustive et/ou herbacée (26,8 %), prairies (24,3 %), terres arables (9,2 %), espaces ouverts, sans ou avec peu de végétation (4 %).
L'évolution de l’occupation des sols de la commune et de ses infrastructures peut être observée sur les différentes représentations cartographiques du territoire : la carte de Cassini (XVIIIe siècle), la carte d'état-major (1820-1866) et les cartes ou photos aériennes de l'IGN pour la période actuelle (1950 à aujourd'hui).

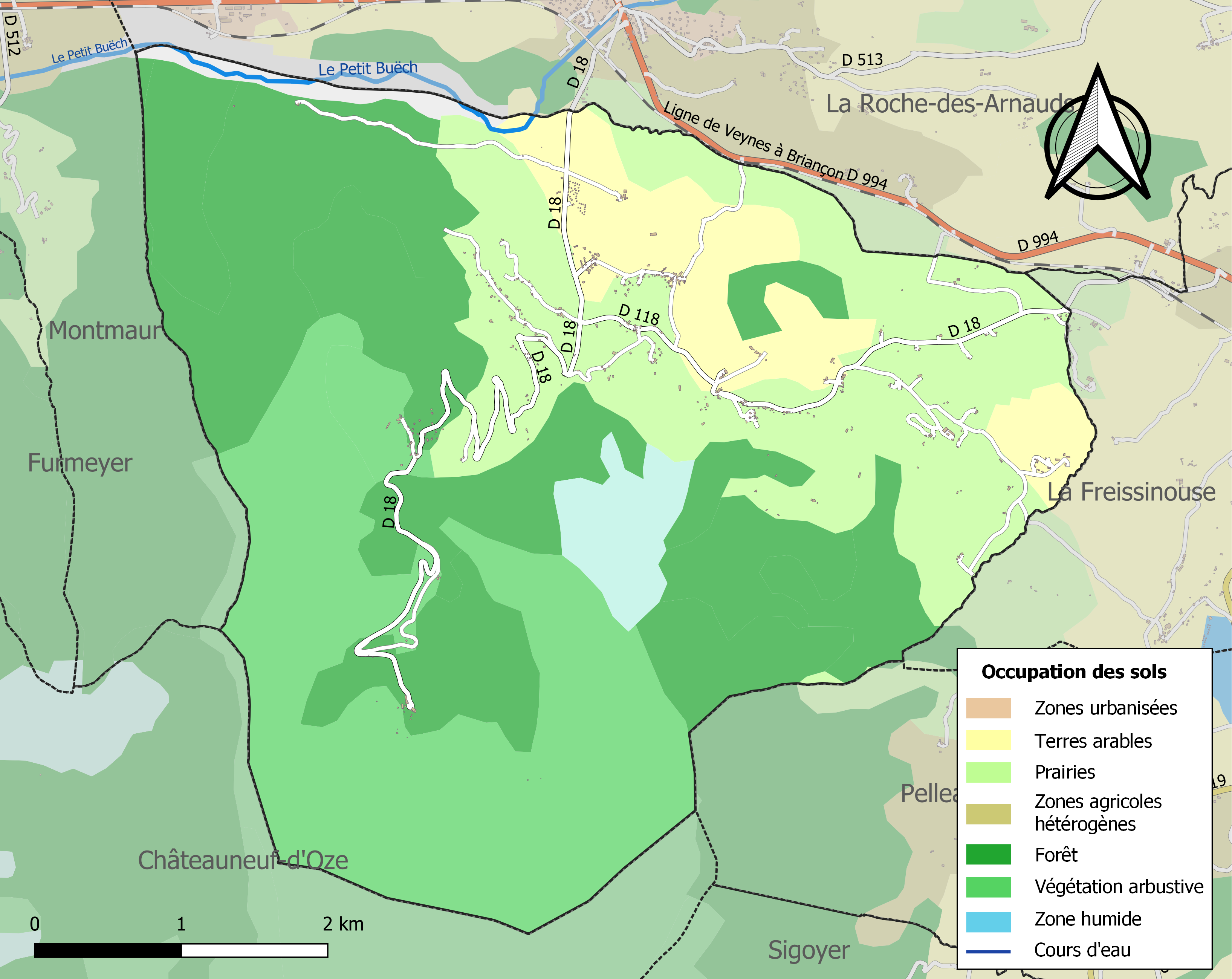
Carte de l'occupation des sols de la commune en 2018 (CLC).

### Morphologie urbaine
D'après la mairie, la commune regroupe les lieux-dits ou hameaux suivants : Céüze, la Montagne et l'Abreuvoir, les Fets et la Route de Céüze, le Villard, la Route de Combe Noire, le Clot de Sagne, le Camping, la Bégüe, les Allemands, les Gallices, les Izoards, les Procureurs, les Faux, le Quartier de l'Église, le Serre, Bramefaim, la Route de La Freissinouse, la Route des Villarons et la Davine, et les Villarons.
La commune n'a pas de hameau principal. L'église et la mairie, construites respectivement à la fin du XIXe siècle et au début du XXe siècle, se situent à peu près au cœur de la surface habitée, mais sans concentration significative de population à proximité immédiate (le hameau du quartier de l'Église ne compte qu'une dizaine d'habitants). Les deux hameaux les plus peuplés, le Clot de Sagne et les Allemands, sont situés à proximité l'un de l'autre et représentent ensemble environ 25 % de la population ; mais les hameaux de la Route des Villarons, de la Davine et des Villarons, situés à proximité immédiate de la commune voisine de La Freissinouse, représentent ensemble environ 20 % de la population. D'une manière générale, la population est donc plutôt répartie dans la multitude de hameaux.
Cette occupation n'est néanmoins pas homogène sur l'ensemble du territoire de la commune. D'une part, on constate une disparité entre le versant de la montagne de Céüse et la vallée, les hameaux de Céüze, de la Montagne, de l'Abreuvoir, des Fets et de la Route de Céüze ne représentant ensemble qu'un peu plus de 10 % de la population. D'autre part, les bois de Combe Noire et du Château à l'ouest, le marais au nord et l'essentiel de la montagne de Céüse au sud ne sont pas habités.
De nombreuses maisons sont des chalets, habitat typique des zones rurales montagneuses.

### Logement
Le tableau ci-dessous présente une comparaison de quelques indicateurs chiffrés du logement pour Manteyer et l'ensemble du département des Hautes-Alpes en 2012, :
|                                                        | Manteyer | Hautes-Alpes |
| ------------------------------------------------------ | -------- | ------------ |
| Part des résidences principales (en %)                 | 56,4     | 48,8         |
| Part des logements vacants (en %)                      | 7,2      | 6,0          |
| Part des ménages propriétaires de leur logement (en %) | 68,8     | 59,1         |

Entre 1991 et 2009, 66 résidences principales ont été construites (dont 56 maisons et 10 appartements), représentant 38,8 % du parc. Environ les deux tiers des ménages (68,8 %) sont propriétaires de leur habitation en 2012, valeur légèrement supérieure à la moyenne départementale et en hausse par rapport à 2007 (63,0 %) ; le logement locatif représente 26,0 % des résidences principales, dont aucun logement HLM. En 2012, 46,2 % des ménages résidaient dans la commune depuis plus de 10 ans,.
La proportion très importante de résidences secondaires est caractéristique des Alpes du Sud. Elles représentent 36,4 % des logements manteyards en 2012, ce qui est néanmoins inférieur à la moyenne départementale (45,2 %),.
Le nombre total de logements a fortement augmenté entre 2007 à 2012, passant de 247 à 305 en cinq ans. Cette hausse est néanmoins consécutive à une forte hausse de la proportion de logements vacants, de 2,1 % à 7,2 %, et une légère hausse de la proportion de résidences secondaires, de 33,4 % à 36,4 %, tandis que la proportion de résidences principales a fortement baissé, de 64,5 % à 56,4 % (malgré une augmentation dans l'absolu, de 159 à 172). Parmi les 305 logements en 2012, 87,9 % étaient des maisons individuelles et 11,1 % des appartements.

### Risques naturels et technologiques
La commune est concernée par les risques naturels suivant : avalanche, feu de forêt, inondation, mouvement de terrain, séisme.
Manteyer fait partie des 63 communes des Hautes-Alpes soumises à un risque d'avalanche. Avec Montmaur et Châteauneuf-d'Oze autour de la montagne de Céüze et Le Dévoluy au nord, il s'agit de l'une des communes les plus à l'ouest des Alpes touchées par ce risque, qui y est de fait relativement plus faible.
L'ensemble des communes du département sont concernées par le risque de feux de forêt, qui touche potentiellement 70 % du territoire (le tiers restant correspondant aux zones montagneuses de plus de 2000 mètres d'altitude). La montagne de Céüse abrite notamment un important domaine forestier au sein du site classé Natura 2000 Céüse - Montagne d'Aujour - Pic de Crigne - Montagne de Saint-Genis. Néanmoins, Manteyer, relativement peu exposée, ne fait pas partie des 103 communes du département concernées par des mesures de débroussaillement obligatoire.
Comme l'ensemble des communes du département, Manteyer se situe dans la zone inondable du bassin de la Haute-Durance. Elle risque comme la quasi-totalité des communes du département des crues torrentielles dues à de fortes averses ou à la fonte des neiges, ce phénomène étant particulièrement important dans les zones montagneuses.
L'ensemble des communes des Hautes-Alpes sont concernées par des mouvements de terrain.
Manteyer est située dans une zone de sismicité de niveau 3 (sur une échelle de 1 à 5), ce qui correspond à un risque sismique modéré. À titre de comparaison, le risque sismique dans les Hautes-Alpes s'étend d'un risque faible (niveau 2) pour 44 communes de la vallée du Buëch dans l'Ouest du département à un risque moyen (niveau 4) pour 70 communes de la moitié Est du département, 63 communes dont Manteyer faisant face à un risque modéré dans l'intervalle.

## Toponymie
Le nom de la localité apparaît sous le nom de Mantier en 1188, Manteer en 1209 sur le cartulaire de la Chartreuse de Durbon.
La commune s'appelle Manteier en occitan (graphie classique). Le Trésor du Félibrige indique la graphie Manteié en norme mistralienne.

## Politique et administration

### Rattachements administratifs et électoraux
La commune se trouve dans l'arrondissement de Gap et de la première circonscription des Hautes-Alpes.
Manteyer faisait partie du canton de Gap-Campagne. Dans le cadre du redécoupage cantonal de 2014 en France, la commune fait désormais partie du canton de Veynes.
Manteyer relève du tribunal d'instance, du tribunal de grande instance, du tribunal pour enfants, du conseil de prud'hommes et du tribunal de commerce de Gap, de la cour d'appel de Grenoble, du tribunal administratif de Marseille et de la cour administrative d'appel de Marseille.

### Intercommunalité
En 2009, Manteyer a rejoint la communauté de communes des Deux Buëch, devenue le 1er janvier 2014 la communauté de communes Buëch Dévoluy avec l'intégration de la commune nouvelle du Dévoluy (formée par la fusion des communes qui constituaient jusqu'alors la communauté de communes du Dévoluy).
Dans le schéma départemental de coopération intercommunale d'octobre 2015, qui vise notamment à réduire de moitié le nombre d'intercommunalités dans le département, le préfet des Hautes-Alpes Pierre Besnard a proposé la fusion de la communauté de communes Buëch Dévoluy avec la communauté de communes du Haut-Buëch (celle-ci en a l'obligation, ne dépassant pas le seuil requis de 5 000 habitants), pour former une communauté de communes « du Buëch et du Dévoluy », regroupant vingt communes et plus de 9 000 habitants. Le projet de réorganisation des intercommunalités a suscité néanmoins des tensions parmi les élus locaux hauts-alpins, notamment d'une part du fait de la problématique des divers regroupements possibles dans la vallée du Grand Buëch, d'autre part concernant l'extension de la communauté d'agglomération du Gapençais (créée au 1er janvier 2014 bien que ne dépassant pas le seuil de 50 000 habitants) par la fusion avec la communauté de communes de Tallard-Barcillonnette. La possibilité d'une extension beaucoup plus large a été envisagée par le maire de Gap Roger Didier, comprenant entre autres à l'Ouest les communes de La Roche-des-Arnauds et Manteyer (cette dernière faisant partie du Gapençais, tant géographiquement qu'économiquement). Le 17 mars 2016, la commission départementale de coopération intercommunale a adopté une carte des nouvelles intercommunalités entérinant entre autres telle quelle la fusion de la communauté de communes Buëch Dévoluy avec celle du Haut-Buëch. Le préfet Philippe Court a déclaré souhaiter que les nouvelles intercommunalités puissent être créées au 1er janvier 2017.

### Tendances politiques et résultats
Élections présidentielles
Au premier tour de l'élection présidentielle de 2002, Jean-Marie Le Pen arrive en tête dans la commune avec 14,57 % des suffrages exprimés, devant notamment Jacques Chirac (12,06 %), Alain Madelin (11,56 %) Lionel Jospin (11,06 %), Noël Mamère (10,05 %), Arlette Laguiller (7,54 %), Jean Saint-Josse (7,54 %) et François Bayrou (6,03 %). Il obtient au second tour 23,81 % des suffrages exprimés, contre 76,19 % à Jacques Chirac, élu. Le taux de participation a été de 80,47 % des inscrits au premier tour et de 88,67 % au second ; le pourcentage des suffrages exprimés de 96,60 % des votants au premier tour et de 92,51 % au second.
Au premier de l'élection présidentielle de 2007, Nicolas Sarkozy arrive en tête dans la commune avec 28,98 % des suffrages exprimés, devant notamment François Bayrou (23,67 %), Ségolène Royal (21,91 %) et Jean-Marie Le Pen (12,01 %). Il obtient au second tour 51,84 % des suffrages exprimés, contre 48,16 % à Ségolène Royal, défaite. Le taux de participation a été de 89,72 % des inscrits au premier tour et de 90,34 % au second ; le pourcentage des suffrages exprimés de 98,26 % des votants au premier tour et de 93,79 % au second.
En 2007, le maire UMP de Manteyer, Alain Chevalier, figure parmi les élus ayant parrainé Jean-Marie Le Pen dans la liste publiée par le Conseil constitutionnel. Il déclare l'avoir fait à la demande de certains de ses administrés, pour que Jean-Marie Le Pen ait la possibilité de se présenter ; il déclare également qu'il aurait préféré que choix fût resté anonyme. En 2012, il parraine Nicolas Sarkozy, conformément aux instructions du secrétaire général de l'UMP Jean-François Copé.
Au premier tour de l'élection présidentielle de 2012, Nicolas Sarkozy arrive de nouveau en tête dans la commune avec 23,51 % des suffrages exprimés, devant notamment François Hollande (21,94 %), Marine Le Pen (21,00 %), Jean-Luc Mélenchon (12,85 %), François Bayrou (11,29 %) et Eva Joly (6,58 %). Il obtient au second tour 49,33 % des suffrages exprimés, contre 50,67 % à François Hollande, élu. Le taux de participation a été de 88,04 % des inscrits au premier tour et de 88,32 % au second ; le pourcentage des suffrages exprimés de 98,46 % des votants au premier tour (soit 86,68 % des inscrits) et de 91,69 % au second (soit 80,98 % des inscrits).
Élections régionales
Au second tour des élections régionales de 2015, la liste FN menée par Marion Maréchal-Le Pen obtient 50,42 % des suffrages exprimés dans la commune, contre 49,58 % à la liste LR-UDI menée par Christian Estrosi. Le taux de participation a été de 68,86 % des inscrits ; le pourcentage des suffrages exprimés de 87,50 % des votants (8,82 % de votes blancs et 3,68 % de votes nuls), soit 60,25 % des inscrits. À titre de comparaison, la liste FN menée par Jean-Marie Le Pen avait obtenu 14,12 % des suffrages exprimés au second tour des élections régionales de 2010, derrière la liste Majorité présidentielle menée par Thierry Mariani (31,78 %) et la liste Union de la gauche menée par Michel Vauzelle (54,11 %). Le taux de participation avait été de 56,81 % des inscrits ; le pourcentage des suffrages exprimés de 95,85 % des votants, soit 54,45 % des inscrits.
Élections municipales
Le nombre d'habitants lors des derniers recensements étant compris entre 100 et 499 habitants, le nombre de membres du conseil municipal est de 11.
Lors de l'élection municipale de 2008, huit conseillers municipaux ont été élus dès le premier tour, les trois restants au second tour. Le taux de participation a été de 91,04 % des inscrits aux deux tours, et le pourcentage de suffrages exprimés de 97,46 % au premier tour (soit 88,73 % des inscrits) et de 100 % au second tour (soit 91,04 % des inscrits).
Lors de l'élection municipale de 2014, les onze sièges ont été pourvus dès le premier tour. Le taux de participation a été de 86,08 % des inscrits, et le pourcentage de suffrages exprimés de 98,20 % (soit 84,54 % des inscrits). Sept conseillers sortants, dont le maire, ont été réélus. Les onze candidats de la liste d'opposition « Manteyer naturellement », dont deux conseillers sortants, n'ont pas été élus.
En mars 2014, le maire Alain Chevalier est réélu pour un quatrième mandat. Il démissionne en mai 2015 pour des raisons de santé (tout en demeurant troisième adjoint) ; lui succède le premier adjoint Guy Jullien, qui assurait déjà l'intérim depuis 2014. Le nouveau maire, agriculteur de métier, fut par ailleurs conducteur de téléskis puis moniteur à la station Céüze 2000, dont il a été le directeur de 1986 à 1994. Il a été conseiller municipal de 1971 à 1977, de 1983 à 1989 et depuis 2001 ; il a dirigé le SIVU responsable de la station de 1998 à sa dissolution en avril 2015.

### Jumelages
Au 26 mars 2016, la commune n'était jumelée avec aucune autre commune, selon le ministère des Affaires étrangères et européennes.

## Population et société

### Démographie

#### Gentilé
Les habitants de Manteyer sont appelés les « Manteyards ».

#### Évolution démographique
L'évolution du nombre d'habitants est connue à travers les recensements de la population effectués dans la commune depuis 1793. Pour les communes de moins de 10 000 habitants, une enquête de recensement portant sur toute la population est réalisée tous les cinq ans, les populations de référence des années intermédiaires étant quant à elles estimées par interpolation ou extrapolation. Pour la commune, le premier recensement exhaustif entrant dans le cadre du nouveau dispositif a été réalisé en 2006.

En 2022, la commune comptait 500 habitants, en évolution de +17,37 % par rapport à 2016 (Hautes-Alpes : +0,4 %, France hors Mayotte : +2,11 %).
| 1793 | 1800 | 1806 | 1821 | 1831 | 1836 | 1841 | 1846 | 1851 |
| ---- | ---- | ---- | ---- | ---- | ---- | ---- | ---- | ---- |
| 661  | 583  | 682  | 707  | 662  | 656  | 654  | 408  | 337  |

| 1856 | 1861 | 1866 | 1872 | 1876 | 1881 | 1886 | 1891 | 1896 |
| ---- | ---- | ---- | ---- | ---- | ---- | ---- | ---- | ---- |
| 536  | 508  | 510  | 498  | 550  | 511  | 508  | 460  | 415  |

| 1901 | 1906 | 1911 | 1921 | 1926 | 1931 | 1936 | 1946 | 1954 |
| ---- | ---- | ---- | ---- | ---- | ---- | ---- | ---- | ---- |
| 405  | 410  | 408  | 337  | 319  | 277  | 258  | 253  | 223  |

| 1962 | 1968 | 1975 | 1982 | 1990 | 1999 | 2006 | 2011 | 2016 |
| ---- | ---- | ---- | ---- | ---- | ---- | ---- | ---- | ---- |
| 207  | 200  | 178  | 211  | 222  | 305  | 387  | 425  | 426  |

| 2021 | 2022 | - | - | - | - | - | - | - |
| ---- | ---- | - | - | - | - | - | - | - |
| 475  | 500  | - | - | - | - | - | - | - |

#### Pyramide des âges
En 2021, le taux de personnes d'un âge inférieur à 30 ans s'élève à 27,3 %, soit en dessous de la moyenne départementale (28,5 %). De même, le taux de personnes d'âge supérieur à 60 ans est de 27,3 % la même année, alors qu'il est de 33,2 % au niveau départemental.
En 2021, la commune comptait 237 hommes pour 238 femmes, soit un taux de 50,11 % de femmes, légèrement inférieur au taux départemental (51,29 %).
Les pyramides des âges de la commune et du département s'établissent comme suit :
| Hommes | Classe d’âge | Femmes |
| ------ | ------------ | ------ |
| 1,2    | 90 ou +      | 0,8    |
| 8,4    | 75-89 ans    | 5,2    |
| 19,3   | 60-74 ans    | 19,7   |
| 24,4   | 45-59 ans    | 24,5   |
| 19,2   | 30-44 ans    | 22,7   |
| 8,0    | 15-29 ans    | 10,0   |
| 19,5   | 0-14 ans     | 17,1   |

| Hommes | Classe d’âge | Femmes |
| ------ | ------------ | ------ |
| 1      | 90 ou +      | 2,5    |
| 9      | 75-89 ans    | 11,6   |
| 20,9   | 60-74 ans    | 21,2   |
| 21,3   | 45-59 ans    | 20,8   |
| 17,4   | 30-44 ans    | 17,1   |
| 14,3   | 15-29 ans    | 12,1   |
| 16,1   | 0-14 ans     | 14,7   |

### Enseignement
Manteyer dépend de l'académie d'Aix-Marseille.
En 2012, les élèves, étudiants et stagiaires non rémunérés représentaient 13,5 % de la population manteyarde, un chiffre significativement supérieur à la moyenne départementale (7,7 %) et en nette hausse par rapport à 2007 (8,8 %). 57,8 % de la population non scolarisée âgée de plus de 15 ans avait au moins le diplôme du baccalauréat ou un brevet professionnel (contre 45,2 % dans l'ensemble du département), tandis que 7,3 % de cette population n'avait aucun diplôme (contre 12,9 % dans l'ensemble du département),.

#### Enseignement primaire et secondaire
La commune disposait autrefois de deux écoles, l'une de filles et l'autre de garçons, que la municipalité décida en 1899 de regrouper au sein d'une école commune. Le bâtiment fut élevé entre 1903 et 1906 à côté de la nouvelle église ; il offrait à l'étage les logements respectivement de l'instituteur et de l'institutrice, et au rez-de-chaussée une salle de classe d'une capacité de 32 élèves pour chaque sexe. Une partie du rez-de-chaussée devait accueillir initialement une bibliothèque, mais il fut finalement décidé d'y installer la mairie. Cette école est aujourd'hui fermée, la mairie occupant désormais l'ensemble du bâtiment.
L'école primaire se trouve aujourd'hui à La Roche-des-Arnauds, dans le cadre d'un regroupement pédagogique intercommunal entre les deux communes. Par ailleurs, la commune dispose d'une convention avec les deux écoles du regroupement scolaire de La Freissinouse et Pelleautier.
Les établissements d'enseignement secondaire (collèges et lycées) les plus proches se trouvent à Gap. Une ligne de bus scolaire y rallie la commune au collège Fontreyne. Un collège et un lycée professionnel se trouvent également à Veynes.

#### Enseignement supérieur
L'université la plus proche est l'université d'Aix-Marseille, qui dispose d'un pôle universitaire à Gap. Celui-ci regroupe un site de l'IUT (DUT GEA, licences professionnelles en ATC et « Maintenance des systèmes pluritechniques aéronautiques (MSPA) »), un site de la faculté d'économie et de gestion (troisième année de licence AES, troisième année de licence de gestion parcours « métiers de la montagne » et master professionnel 1 et 2 mention « métiers de la montagne »), un site de la faculté des sciences du sport (deux premières années de licence STAPS et licence professionnelle de « gestion et développement des organisations, des services sportifs et de loisir » mention « métiers de la montagne »), le Centre de formation des personnels de santé du CHICAS (diplôme d'État d'infirmier, diplôme d'État d'aide-soignant), ainsi qu'une bibliothèque universitaire.
Le lycée Dominique Villars à Gap propose une CPGE économique et commerciale option économie. Le lycée Dominique Villars propose également un BTS SIO  et un BTS « Négociation relation client (NRC) », tandis que le lycée Aristide-Briand propose un BTS Assistant de gestion de PME-PMI.

### Sports

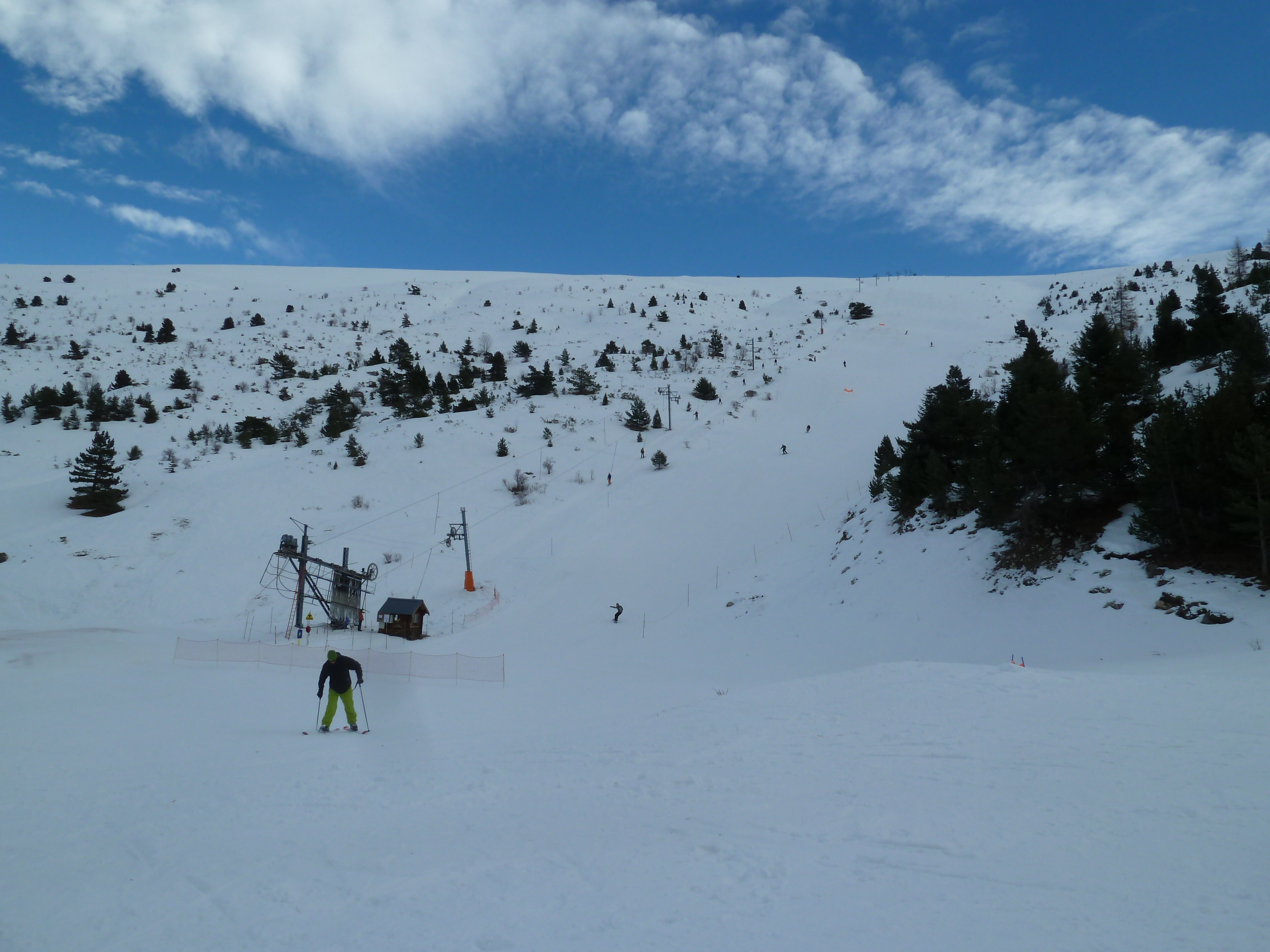
Le téléski de la Corniche.

La montagne de Céüse abrite la station de sports d'hiver Céüze 2000, qui est la première station alpine en venant depuis Marseille. La construction d'un abri pour les skieurs, demandée par la Fédération provençale de ski, fut approuvée le 19 juin 1932 par le conseil municipal ; le premier téléski date de 1935 (il a été remplacé après la guerre par l'actuel téléski du Miane). En 1951, la commune s'associe avec la ville de Gap, aboutissant à la construction du téléski des Marseillais ; en 1986, Manteyer, La Roche-des-Arnauds et Gap forment le SIVU de Gap-Céüze pour gérer la station, permettant la construction des téléskis d'Aiguebelle, du Torrent et de la Corniche, ce dernier montant jusqu'au pic de la montagne. La station, qui compte aujourd'hui neuf téléskis et 35 km de pistes, connaît néanmoins depuis les années 1990 des difficultés dues à un faible enneigement récurrent : la commune de Gap s'est retirée du SIVU en 1996, et le maire de Manteyer a envisagé en 2007 la fermeture de la station, avant de revenir sur cette décision sous la pression d'une association de défense constituée pour l'occasion. L'avenir de la station est depuis lors incertain. Après plusieurs années de conflits juridiques avec les communes voisines de Sigoyer et Pelleautier au sujet de l'incidence sur leur approvisionnement en eau, la commune a commencé à doter la station de canons à neige à partir de 2010, mais l'enneigement demeure problématique, limitant grandement la période d'ouverture chaque année. La gestion par un délégataire pour les saisons 2011-2012 et 2012-2013 a été un échec. Le SIVU a été dissout en avril 2015, la communauté de communes Buëch Dévoluy reprenant la gestion de la station ; une reconversion en « station quatre saisons » est à l'étude, ce projet étant « d'intérêt communautaire » selon le préfet Pierre Besnard.
La station de Céüze ferme définitivement en 2020. La décision de fermeture a été prise par la communauté de communes Buëch Dévoluy, non seulement en raison du manque de neige, mais de l'impossibilité de financer des canons à neige afin d'assurer le bon fonctionnement de cette station ; en effet, son exploitation entraînerait un déficit de 100 000 euros, selon son président.
La montagne de Céüse est par ailleurs réputée pour ses nombreuses voies d'escalade, notamment Biographie, l'une des plus dures au monde (cotée 9a+). La falaise concernée se trouve néanmoins sur le versant Sud de la montagne (administrativement sur le territoire de Châteauneuf-d'Oze, en pratique à proximité de la commune de Sigoyer).

### Vie culturelle

#### Manifestations culturelles et festivités
La fête de Manteyer a lieu à l'occasion de la cérémonie dédiée à saint Roch le premier dimanche qui suit le 15 août.

#### Équipements culturels
La commune ne dispose d'aucun équipement culturel particulier. Elle ne dispose pas de salle communale. Les bibliothèques publiques les plus proches se trouvent à Gap et à Veynes, de même pour les musées.

### Médias
Manteyer se situe dans l'aire de diffusion du Dauphiné libéré.
L'antenne régionale de France 3 est France 3 Provence-Alpes.
La chaîne de télévision et station de radio Dici, implantée dans la région de Gap, couvre Manteyer.
La Source est un journal participatif de la commune.

### Cultes

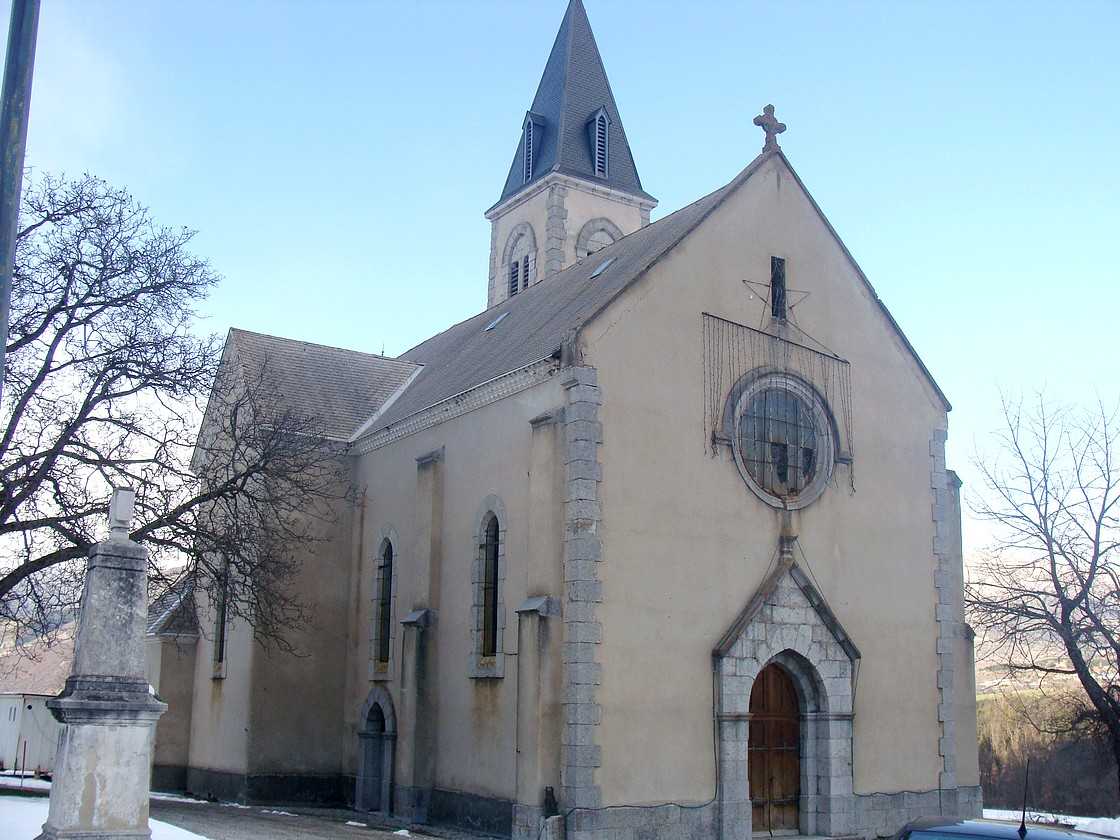
L'église Saint-Roch.

La paroisse de Manteyer est rattachée au diocèse de Gap et d'Embrun. L'église actuelle, dédiée à saint Roch, date de 1879. L'ancienne église Notre-Dame de Pomeriis, devenue trop petite et alors complètement délabrée, a été rachetée en 1897 par Georges Pinet de Manteyer, qui l'a convertie en chapelle ; il est enterré dans la crypte avec sa famille. Le vieux cimetière se situe à côté ; l'actuel a été installé non loin de la nouvelle église.
Saint Roch est le saint patron de la commune ; une chapelle qui lui est dédiée se trouve à proximité du torrent de Céüse peu avant qu'il se déverse dans le Petit Buëch. Elle fut construite pour le remercier d'avoir protégé les habitants de l'épidémie de peste en Italie et en Provence qui toucha Manteyer en 1630 (saint Roch est réputé soigner les pestiférés). Depuis 1675, une cérémonie y a lieu chaque année en son honneur, le premier dimanche qui suit le 15 août.
Un oratoire dédié à saint Roch fut dressé en 2004 par des habitants pour commémorer une guérison. Il contient une statuette du saint et est coiffé par une croix. Il se trouve dans le hameau des Allemands.

## Économie

### Revenus de la population et fiscalité
En 2011, le revenu fiscal médian par ménage était de 34 257 €, ce qui plaçait Manteyer au 8 829e rang parmi les 31 886 communes de plus de 49 ménages en métropole.
En 2012, le revenu net déclaré par foyer était de 21 105 euros, alors qu'il était de 18 849 euros dans l'ensemble du département. En vertu du secret statistique, l'INSEE n'indique pas la part des ménages fiscaux imposés dans les communes de moins de 1 000 ménages fiscaux et moins de 2 000 personnes.

### Emploi
En 2012, la population âgée de 15 à 64 ans s'élevait à 285 personnes, parmi lesquelles on comptait 68,9 % d'actifs dont 63,6 % ayant un emploi et 5,2 % de chômeurs, ce qui représente une hausse du chômage et de l'inactivité par rapport à 2007, où l'on comptait 75,5 % d'actifs dont 72,3 % ayant un emploi et 3,2 % de chômeurs.
On comptait 40 emplois dans la zone d'emploi, contre 42 en 2007. Le nombre d'actifs ayant un emploi résidant dans la zone d'emploi étant de 182, l'indicateur de concentration d'emploi était de 21,7 %, ce qui signifie que la zone d'emploi offrait à peu près un emploi pour cinq habitants actifs.

### Entreprises et commerces
Au 31 décembre 2013, Manteyer comptait 46 établissements : 6 dans l’agriculture-sylviculture-pêche, 3 dans l'industrie, 4 dans la construction, 21 dans le commerce-transports-services divers et 12 étaient relatifs au secteur administratif.
En 2014, 5 entreprises ont été créées à Manteyer, toutes par des auto-entrepreneurs.

### Tourisme
Au 1er janvier 2016, Manteyer ne comptait qu'un seul hôtel (l'hôtel Gaillard au pied de la station Céüze 2000), d'une capacité de 34 chambres. La commune compte par ailleurs un camping, d'une capacité de 80 emplacements à cette date.

## Culture locale et patrimoine

### Lieux et monuments

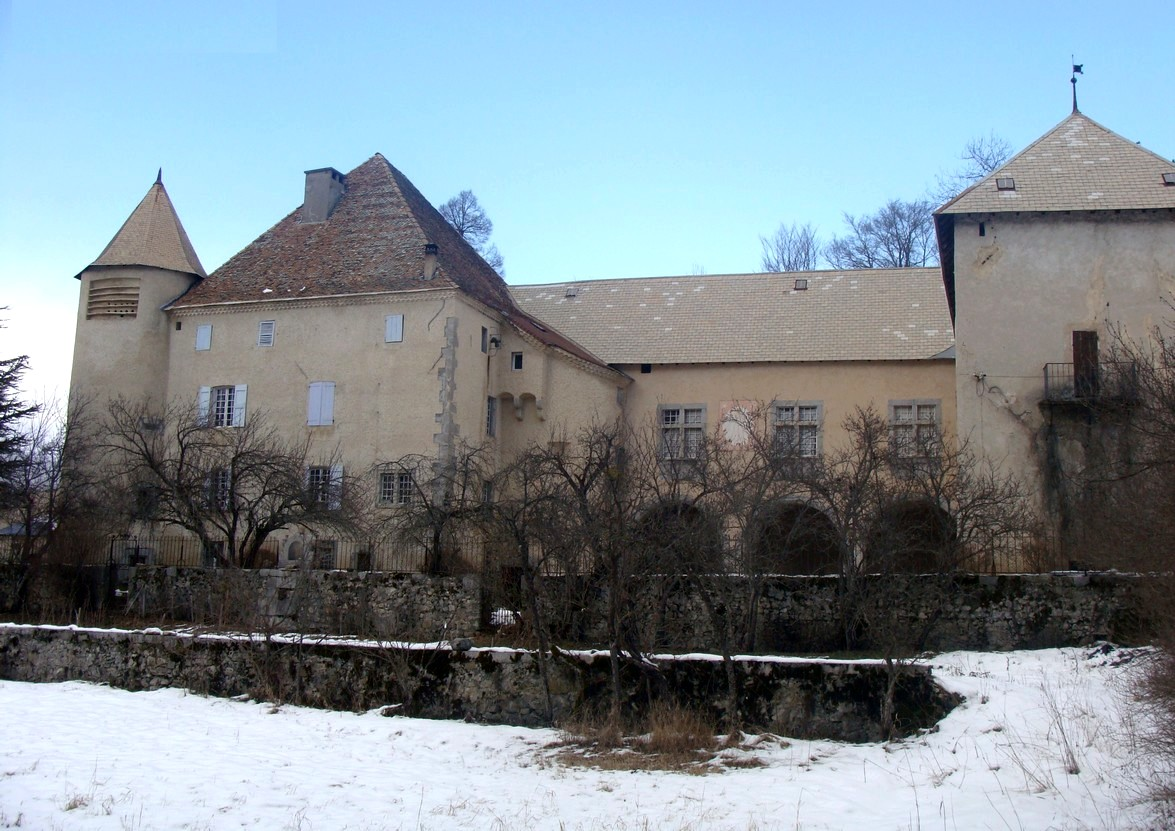
Le château de Manteyer.

La commune compte un seul objet répertorié à l'inventaire général du patrimoine culturel : une cloche en bronze datant de 1699, aujourd'hui installée dans l'église Saint-Roch. Aucun lieu ou monument n'est répertorié.
- Église Saint-Roch de Manteyer.
- Chapelle Saint-Roch de Manteyer.

L'actuel château de Manteyer, situé à proximité de la mairie et de l'église, a été achevé à la Renaissance, en 1425. Selon un acte de 1499 ou 1500, l'ancienne forteresse était tombée en ruines (s'étant « abîmée dans les gorges inférieures »).
En 1920, le conseil municipal a décidé à l'unanimité l'élévation d'un monument aux morts de la Première Guerre mondiale ; la dépense fut pour partie couverte par une souscription publique. Le monument se trouve sur la place de l'église.
Diverses fontaines se trouvent dans la commune : notamment, la fontaine du Serre, qui date de 1929, la fontaine du Clot de Sagne, qui date de 1962, et la fontaine des Gallices. La commune abrite également entre autres une croix en pierre datant de 1766 dans le hameau du Serre à côté de la fontaine,, et une croix en fer datant de 1896 dans le hameau des Gallices.
Le « vieux moulin », aujourd'hui en ruines, se trouvait immédiatement au pied de la montagne, au bord du torrent de Céüse. C'était autrefois un lieu habituel de rencontre la nuit, en particulier pour jouer aux cartes.

### Patrimoine naturel
Conjointement avec La Roche-des-Arnauds, la commune abrite le marais de Manteyer, qui, avec une superficie de 66 hectares, constitue l'une des plus importantes zones humides de Hautes-Alpes. Le site est classé zone de protection spéciale au sein du réseau Natura 2000 depuis 2006, en raison de sa forte richesse ornithologique : 168 espèces d'oiseaux, dont 32 espèces inscrites à l'annexe 1 de la directive oiseaux (espèces protégées).
La montagne de Céüse fait partie du site classé Natura 2000 Céüse - Montagne d'Aujour - Pic de Crigne - Montagne de Saint-Genis. Il s'agit d'une zone spéciale de conservation depuis 2012 ; le site est néanmoins non menacé en général.
La cascade du torrent de Combe Noire, située à l'extrémité ouest du territoire de la commune, est un site habituel de randonnée.
Manteyer abrite plusieurs « arbres remarquables » (par leur apparence impressionnante et leur ancienneté) sur la montagne de Céüse : un fayard à proximité du téléski des Marseillais, et un sapin en chandelier dont le tronc fait cinq mètres de circonférence à proximité de la piste de la Sapie. Un immense sapin se trouvait autrefois à proximité de la remontée du Miane, mais il a dû être abattu pour des raisons de sécurité.

### Personnalités liées à la commune
- Georges de Manteyer (1867-1948), historien et archiviste.

### Héraldique
| Blason de Manteyer | Blason  | Coupé émanché de cinq pièces, les pointes pommetées en chef, au 1er d'argent à une fasce d'azur, au 2e d'azur plain. |
| Blason de Manteyer | Détails | Le statut officiel du blason reste à déterminer.                                                                     |